# Pyramids Football Club
Maillots
Actualités
Le Pyramids Football Club (en arabe : نادي بيراميدز لكرة القدم) est un club égyptien de football fondé en 2008 et basé au Nouveau Caire , qui participe au Egyptian Premier League, la plus haute ligue de la fédération égyptienne de football.Formé en 2008 sous le nom d’Al Assiouty Sport à Assiut, le club a été acheté et déplacé au Caire par Turki Al-Sheikh en 2018. Plus tard, Salem Al Shamsi a acheté le club en juillet 2019.
Il évolue actuellement en  Egyptian Premier League, le plus haut niveau national, depuis sa montée en 2017.

## Histoire

### Alassiouty Sport (2008-2018)
Le club est fondé en 2008 à Assiut sous le nom d'Alassiouty Sport. Il est promu en Premier League pour la première fois de son histoire en 2014. Peu préparée, cette saison dans l'élite s'avère très compliquée. En fin de saison le club est relégué après avoir gagné seulement 2 matchs sur 38 au cours de l’exercice 2014-2015. Après une saison 2015-2016 ou la montée est passée proche, le club retrouve la Premier League à l'été 2017 après avoir remporté largement la Poule A du championnat de Second League. Pour cette seconde saison dans l'élite Alassiouty Sport termine 9ème et demi-finaliste de la Coupe d'Égypte.

### Pyramids Football Club (2018)
Le 28 juin 2018 le rachat du club par Turki Al Sheikh est officialisé. Le club adopte alors le nom de Pyramids FC et change d'ambitions. L'ancien joueur et entraîneur Hossam Al Badry est nommé président du club, Alberto Valentim est nommé en tant qu'entraîneur, Ricardo La Volpe est nommé en tant que directeur technique, et de nombreux joueurs parmi lesquels des joueurs venant du championnat brésilien, des valeurs sûres du championnat égyptien et même quelques internationaux ayant participé à la Coupe du Monde 2018 sont recrutés. En l'espace de 30 jours ce sont 32 millions d'euros qui sont investis dans cette refonte du staff et de l'effectif. Il s'agit d'un record sur le continent africain.
À leur première saison sous le nouveau nom, Pyramids a terminé la 2018–19 Egyptian Premier League à la troisième place,[9] qualification pour la 2019–20 CAF Confederation Cup, et a atteint la finale de la 2019 Egypt Cup, où ils ont perdu 3–0 contre Zamalek. En juillet 2019, l’homme d’affaires émirati Salem Al Shamsi a acquis la propriété du club. Pyramids FC a réussi à s’imposer comme la 3e meilleure équipe d’Égypte, se classant toujours troisième sauf lors de la saison 21–22 où ils ont terminé deuxième seulement derrière Zamalek.
Pour sa première saison après le renommage, le club termine à la 3e place du championnat, se qualifie pour la Coupe de la confédération (où il sera finaliste) et sera finaliste de la Coupe d'Égypte.
Le 4 juillet 2019, l'homme d'affaires émirati Salem Al Shamsi devient le propriétaire du club.

#### Première participation aux tournois africains (2020–présent)
En compétition dans un tournoi continental pour la première fois, Pyramids a atteint la finale de la Coupe de la Confédération CAF 2019–20 malgré le fait qu’il ait commencé la compétition lors de ses tours préliminaires. Après avoir battu l’Étoile du Congo, le CR Belouizdad et Young Africains lors des qualifications, ils ont terminé en tête de leur groupe au premier tour, contenant Enugu Rangers, le FC Nouadhibou et Al-Masry, remportant tous sauf un de leurs matchs. En quart de finale, ils ont battu Zanaco 3–1 sur deux manches, puis gagné 1–0 contre Horoya en demi-finale. En finale, disputée à Rabat, ils ont perdu 1–0 face au Marocain RS Berkane. Dans la ligue, Pyramids a de nouveau terminé troisième, lors d’une saison perturbée par la pandémie de COVID-19, se qualifiant à nouveau pour la saison suivante de la Coupe de la conféderation CAF .
Le 25 décembre 2023, lors de la demi-finale de la Super Coupe d’Égypte, Pyramids a perdu aux tirs au but contre Modern Future, échouant à remporter son premier championnat. Le 30 août 2024, le club a remporté son tout premier titre de son histoire après une victoire de 1–0 contre ZED en finale de la Coupe d’Égypte 2024.

#### La gloire africaine (2025)
Lors de la saison 2024-2025, le Pyramids FC a dominé le classement de la saison régulière mais a finalement terminé deuxième lors des barrages du Championnat, avec Al-Ahly revendiquant la première place. Le 25 avril 2025, ils ont marqué l’histoire en atteignant pour la première fois la finale de la Ligue des Champions, battant les Orlando Pirates d’Afrique du Sud avec une victoire sur l’ensemble des scores de 3 à 2. Ils ont ensuite remporté leur premier titre de la Ligue des champions de la CAF en battant un autre club sud-africain, les Mamelodi Sundowns, également avec un score cumulé de 3 à 2,.

## Palmarès
| National | International |
| --- | --- |
| - Championnat d'Égypte : - Vice-champion : 2021-22, 2022-23, 2023-24 et 2024-25. - Coupe d'Égypte (1) : - Vainqueur : 2023-24. - Finaliste : 2018-19, 2021-22 et 2024-25. - Supercoupe d'Égypte : - Finaliste : 2023. - Championnat d'Égypte D2 (2) : - Champion : 2014-15 (groupe B) et 2016-17 (groupe A). | - Ligue des champions de la CAF (1) : - Vainqueur : 2024-25. - Coupe de la confédération : - Finaliste : 2019-20. |

## Logos
L'imagerie du club est largement inspirée de l'Égypte antique. Les Pyramides d'Égypte sont notamment représentés sur le logo du club.

(2008-2018)
(2018-2020)
Logo actuel (depuis 2020)

## Personnalités du club

### Propriétaires
Le tableau ci-dessous énumère les propriétaires successifs de Pyramids Football Club.
| Période                        | Nom             |
| ------------------------------ | --------------- |
| 28 juin 2018 - 22 juillet 2019 | Turki Al-Sheikh |
| depuis le 22 juillet 2019      | Salem Al-Shamsi |

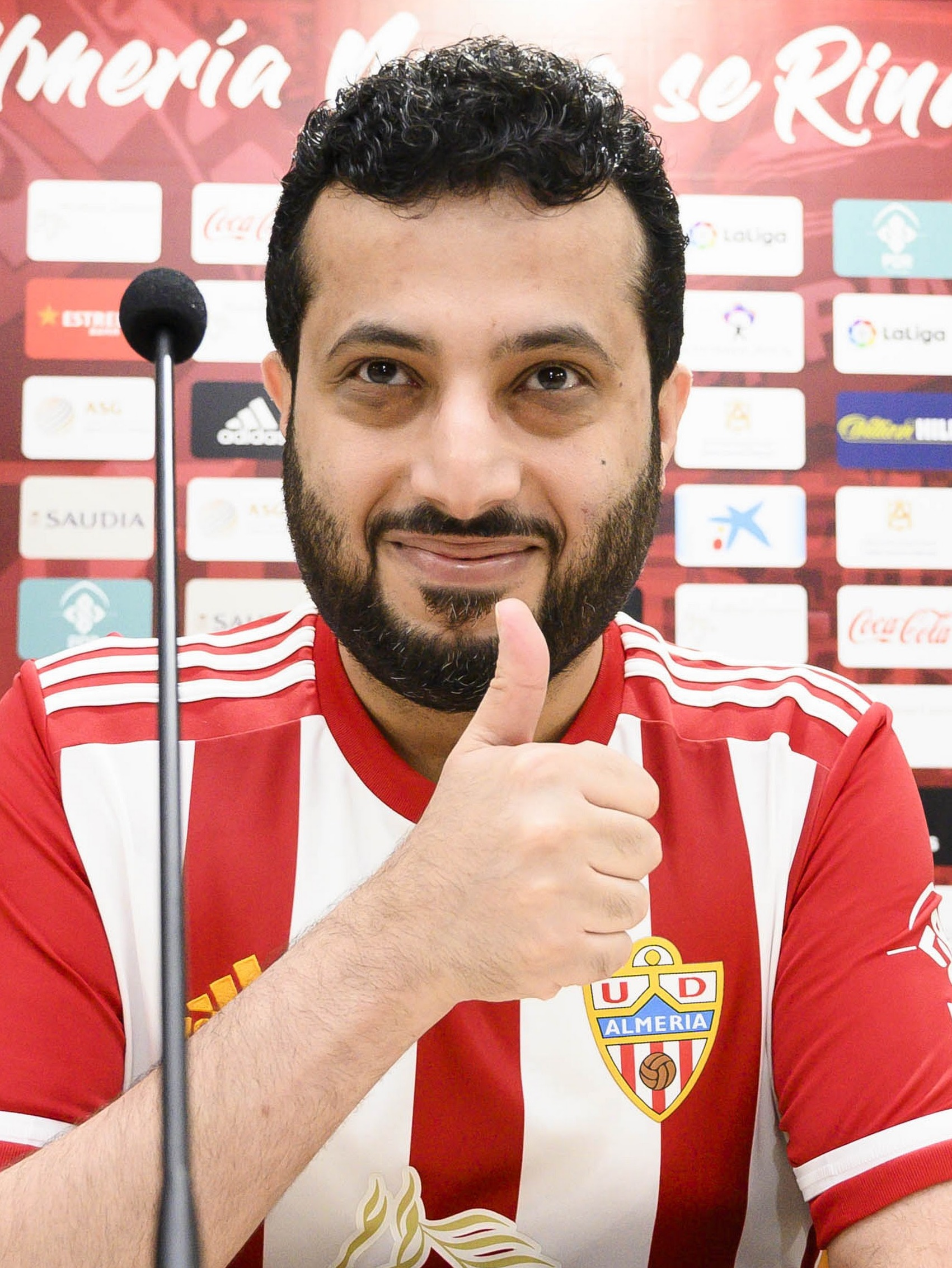
Turki Al-Sheikh, propriétaire du club de 2018 à 2019.

### Présidents
Le 28 juin 2018, le milliardaire saoudien Turki Al-Sheikh a nommé Hossam Al Badry président du club. Hossam a fait défection du club après sa reprise par Salem Al Shamsi. Ce dernier a nommé Mamdouh Eid Président directeur général depuis le 22 juillet 2019 .
| Rang | Nom             | Période                        |
| ---- | --------------- | ------------------------------ |
| 1    | Hossam Al Badry | 28 juin 2018 - 22 juillet 2019 |
| 2    | Mamdouh Eid     | depuis le 22 juillet 2019      |

#### Entraîneurs
| Alberto Valentim               | 1er juillet 2018  | 16 août 2018      | 3  | 2  | 1  | 0  | 66,67% |
| Ricardo La Volpe               | 16 août 2018      | 29 octobre 2018   | 7  | 3  | 3  | 1  | 42,86% |
| Hossam Hassan                  | 29 octobre 2018   | 25 janvier 2019   | 11 | 6  | 5  | 0  | 54,55% |
| Ahmed Hassan (intérim)         | 25 janvier 2019   | 5 février 2019    | 1  | 1  | 0  | 0  | 100%   |
| Ramón Díaz                     | 5 février 2019    | 31 mai 2019       | 13 | 8  | 4  | 1  | 61,54% |
| Sébastien Desabre              | 8 juillet 2019    | 19 décembre 2019  | 19 | 12 | 4  | 3  | 63,16% |
| Abdelaziz Abdelshafi (intérim) | 20 décembre 2019  | 27 décembre 2019  | 2  | 1  | 1  | 0  | 50%    |
| Ante Čačić                     | 27 décembre 2019  | 1er novembre 2020 | 33 | 21 | 3  | 9  | 63,64% |
| Rodolfo Martín Arruabarrena    | 11 novembre 2020  | 30 juin 2021      | 37 | 18 | 12 | 7  | 48,65% |
| Takis Gonias                   | 29 juin 2021      | 11 septembre 2021 | 12 | 5  | 6  | 1  | 41,67% |
| Ehab Galal                     | 11 septembre 2021 | 25 avril 2022     | 27 | 17 | 6  | 4  | 62,96% |
| Takis Gonias                   | 25 avril 2022     | 4 janvier 2023    | 39 | 24 | 5  | 10 | 61,54% |
| Krunoslav Jurčić               | 5 février 2024    | Présent           | 83 | 57 | 16 | 10 | 67,07% |